# یورگ وایسفلوگ
یورگ وایسفلوگ (به آلمانی: Jörg Weißflog) بازیکن فوتبال و دروازه‌بان اهل آلمان شرقی بود که از سال ۱۹۸۴ میلادی عضو تیم ملی فوتبال آلمان شرقی بوده‌است. وی در ۱۵ بازی ملی حضور داشته و در بازی‌های ملی‌اش گلی به ثمر نرساند. یورگ وایسفلوگ آخرین بازی ملی خود را در سال ۱۹۸۹ میلادی انجام داد. دین او مسیحی است.